# Йозеф Клеменс (архієпископ Кельна)
Йозеф Клеменс Каєтан Баварський (нім. Joseph Clemens Kajetan von Bayern; 5 грудня 1671 — 12 листопада 1723) — церковний і державний діяч Священної Римської імперії, 60-й архієпископ Кельна- курфюрст і 32-й герцог Вестфалії в 1688—1723 роках.

## Життєпис

### Молоді роки
Походив з династії Баварських Віттельсбахів. Четвертий син Фердинанда Марії, курфюрста Баварії, та Генрієтти Аделаїди Савойської. Народився 1671 року в Мюнхені. З дитинства призначений для церковної кар'єри. Втім в подальшому той виявив потяг до військової справи, бажаючи позбутися духовного сану, втім марно.
1683 року призначено коад'ютором Регенсбурзького єпископа, 1684 року — Фрайзінзького, 1685 року — Берхтесґаденського пробства. Того ж року після смерті свого двоюрідного брата Альбрехта Сигізмунда став єпископом Регенсбургу і Фрайзінга. Невдовзі затверджений папою римським Інокентієм XI. Втім деякий час не прийняв висвячення на єпископа, оскільки розраховував спадкувати в курфюрстві Баварському братові Максиміліану II.
Водночас під впливом Максиміліана II став домагатися призначення себе коад'ютором Кельнського архієпископа Максіміліана Генріха, але той домігся обрання на цю посаду Вільгельма Егона фон Фюрстенберга, одного з очільників французької партії. Інокентій XI, який прагнув не допустити подальшого розширення впливу французького короля Людовика XIV, відмовився визнати ці вибори. Допомогу Віттельсбаху також надав імператор Леопольд I Габсбург.

### Архієпископ
1688 року після смерті Максиміліана Генріха відбулися вибори архієпископа, на яких фон Фюрстенберг переміг Йозефа Клеменса 13 проти 9 голосів. Разом з тим обидва кандидати потребували 2/3 голосів, оскільки Фюрстенберг і Віттельсбах не належали до кельнського катедрального капітулу і вже були єпископами в іншій єпархії. Тим не менш, Вільгельм Егон фон Фюрстенберг вважав себе обраним архієпископом і курфюрстом. Він зайняв Бонн та основні замки та укріплення в архієпархії, сподіваючись на військову допомогу Франції. Але папа римський не визнав Вільгельма Егона фон Фюрстенберга обраним, натомість оголосив архієпископом Кельна Йозефа Клеменса, порушивши тим самим 2 канони: Віттельсбах не досяг 30 років і не мав 2/3 голосів на свою підтримку. Втім рішення Інокентія XI визнав імператор, відправивши регалії Йозефу Клеменсу. В свою чергу Людовик XIV відправив до Кельнського архієпископства своє військо. Ця ситуація стала однією з причин Війни Аугсбурзької ліги.
На допомогу Віттельсбаху прийшли союзники: імператор, Бранденбург і Республіка Сполучених провінцій. Лівобережжя Рейну було зайнято французами протягом 1688 року. Невдовзі захоплено було Кельн. 1689 року внаслідок військових дій багато міст архієпископства було зруйновано та пограбовано, але французи загалом залишили межі Кельнського курфюрства.
Сам Йозеф Клеменс залишався в Баварії, що викликало невдоволення кельнських і вестфальських станів. Тут 1693 року заснував Орден Св. Михаїла, який мали право нагороджуватися лише представники знаті. 1694 року обирається коад'ютором Гільдесгаймського єпископа. Того ж року стає князем-єпископом Льєжа. Це єпископство разом з південними землями Кельнської архієпархії залишалися місцем бойових дій між Францією та Аугсбурзькою лігою. Інокентій XII визнав вибори, але вимагав від Йозефа Клеменса відмовитися від Регенсбурзької і Фрайзінської єпархій. Віттельсбах зробив це, але на нових виборах переобрався на єпископа Регенсбурга. Разом з тим зміг остаточно затвердитися в Кельнському архієпископстві.
1697 року після укладання Рейсвейкського договору розпочав дипломатичні кроки з налагодження стосунків з Францією. Отримав значні субсидії від короля Людовика XIV, на які відремонтував замки й фортеці. З огляду на те, що його брат Максиміліан II став орієнтуватися на Францію, то архієпископ Йозеф Клеменс 1699 року також уклав військовий союз з цим королівством.
1701 року з початком війни за іспанську спадщину став на бік Франції, що спровокувало вторгнення імператорського війська. 1702 року було втрачено Бонн та Правобережжя Рейну з Вестфалією. Йозеф Клеменс втік до Намюра під захист французьких військ. Фактична влада в Кельнському архієпископстві перейшла до пробста кельнського соборного Крістіана Августа фон Саксен-Цайца, орієнтованого на імператора. Соборний капітул оголосив про позбавлення сану Йозефа Клеменса, чого не визнав папа римський Климент XI.
1704 року Йозеф Клеменс перебрався до Лілля. 1706 року намагався обратися єпископом Мюнстера, проте невдало. Навпаки — на Йозефа Клеменса було накладено імперську опалу. Внаслідок військової небезпеки 1709 року переїхав до Валансьєну, де залишався до 1714 року.
1714 року за умовами Раштаттської і Баденської мирних угод повернув собі гідність курфюрста та сан Кельнського архієпископа. 1715 року повернувся до Бонна. Під впливом Версаля почав зведення в Поппельсдорфі (передмістя Бонну) вишуканого палацу, який прикрасив витворами мистецтва (остаточно було завершено 1740 року). Завдяки Йозефу Клеменсу в Рейнланді та Вестфалії поширився стиль рококо. Водночас продовжив політику Контрреформації в герцогстві Вестфальському, заборонивши католикам працювати на протестантів.
1717 року видав кодекс зі зведення шляхів. 1718 року сприяв новому виданню «Кельнського Бревіарія». 1720 року надав нову агенде (богослужбова книга) для Кельнської архієпархії. 1722 року домігся обрання свого небожа Клеменса Августа коад'ютором в Кельнській єпархії. 1723 року видано було також нові поліцейські правила та порядки для юдейських громад. Помер Йозеф Клеменс 1723 року, похований в Кельнському соборі

## Родина
Коханка — Констанс де Гроссельєр.
Діти:
- Жан Батист Віктор (1706—1768), граф
- Антуан Левін (1710—1757), граф